# Helga Diercks-Norden

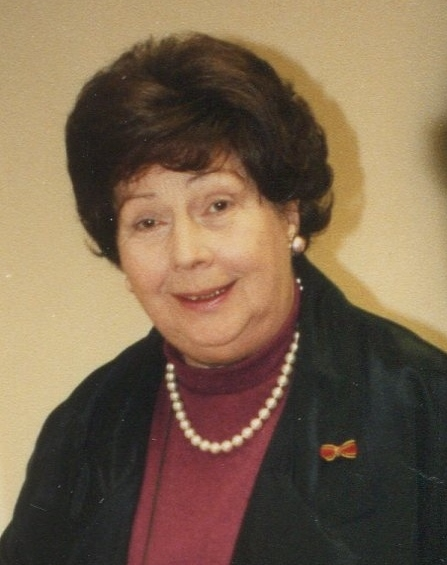
Helga Diercks-Norden

Helga Diercks-Norden (* 6. April 1924 in Berlin als Helga Kehrein; † 12. Juli 2011 in Hamburg) war eine deutsche Journalistin, Frauenrechtlerin und Mitglied der Hamburgischen Bürgerschaft für die CDU.

## Leben
Helga Kehrein wuchs in Berlin auf. Nach dem Abitur studierte sie Kunstgeschichte und Theatergeschichte. Sie bekam die Gelegenheit, an verschiedenen Bühnen Praktika zu absolvieren und bei Tageszeitungen zu volontieren. Sie heiratete den Kameramann Carsten Diercks und bekam 1955 einen Sohn.

## Beruf
1946 begann sie als freie Mitarbeiterin beim NWDR, später NDR in Hamburg. Sie gilt als erste Reporterin des Senders. Sie arbeitete für viele populäre Sendereihen, wie Umschau am Abend, Zwischen Hamburg und Haiti, Hamburger Hafenkonzert oder Funkbilder aus Niedersachsen. Dabei fuhr sie mit  Ü-Wagen zu Marktplätzen in Nordwestdeutschland um von dort aus direkt auf Sendung zu gehen. Viele dieser Reportagen waren in ganz Deutschland zu hören und machten sie populär. Von 1956 an übernahm sie zunehmend  redaktionelle Aufgaben.
Von 1957 an arbeitete Diercks-Norden am Aufbau des Fernsehens mit. Als erste Fernseh-Reporterin des NDR berichtete sie aus dem ganzen Sendegebiet. Sie wagte sich  an eigene Filmproduktionen für das Vorabendprogramm und übernahm zeitweise die Leitung der politischen Sendereihe „Themen der Woche“.
1963 folgte sie mit ihrem Sohn ihrem Mann nach Indien. Carsten Diercks hatte dort die Aufgaben, für den NDR ein Fernseh-Studio einzurichten und das indische Fernsehen mit aufzubauen. Sie etablierte sich als Korrespondentin für Radio Bern, die „Weltwoche“ und das Schweizer Fernsehen. Der Auslandspresseclub Neu-Delhi musste extra seine Satzung ändern, um sie aufnehmen zu können. Bis dahin waren weibliche Auslandskorrespondenten in Indien undenkbar.
1973 kehrte sie nach Hamburg zurück und arbeitete als freie Journalistin weiter.

## Politik

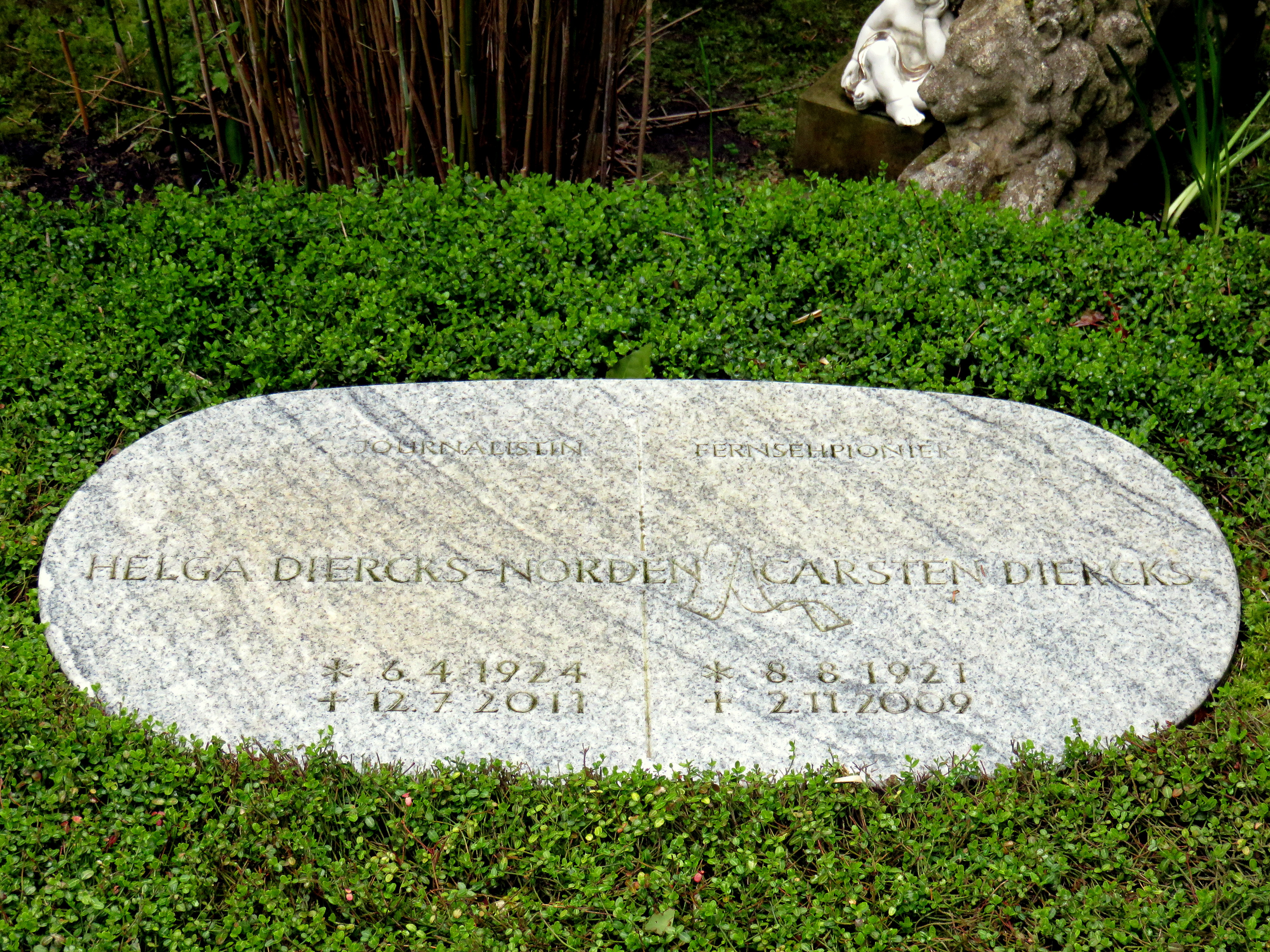
Grab in Sichtweite des Gartens der Frauen auf dem Friedhof Ohlsdorf

Helga Diercks-Norden war seit 1960 Mitglied der CDU. Ihre Partei entsandte sie zeitweise in die Deputationen der Kulturbehörde und der Innenbehörde. Von 1977 bis 1978 gehörte sie als Abgeordnete der Hamburgischen Bürgerschaft an.
Sie setzte den Schwerpunkt ihrer politischen Arbeit in die Frauenpolitik. So war sie in vielen nationalen und internationalen Organisationen tätig. Als Vorsitzende des Staatsbürgerinnenbundes gehörte sie dem Landesfrauenrat Hamburg an und wurde dort von 1986 bis 1990 zur Vorsitzenden gewählt. Sie wurde Delegierte der International Alliance of Women, einer internationalen Frauenrechtsorganisation. Besonderes Engagement widmete sie dem Garten der Frauen, einer Begräbnisstätte für bedeutende Frauen Hamburgs innerhalb des Ohlsdorfer Friedhofs. Helga Diercks-Norden gehörte zu den Gründerinnen und half, das bis dahin einmalige Projekt politisch durchzusetzen.
Ihr beruflicher Kreis schloss sich, als der Landesfrauenrat  sie von 1992 bis 1997 in den Rundfunkrat des NDR entsandte.
Helga Diercks-Norden starb 2011 und wurde auf dem Ohlsdorfer Friedhof neben ihrem Mann im Familiengrab in der Nähe des Gartens der Frauen begraben.
Ehrungen
- Bundesverdienstkreuz 1. Klasse und die Silbermedaille des Senats der Freien und Hansestadt Hamburg für treue Arbeit im Dienste des Volkes.[1]